# Salomon Herzfeld
Salomon Herzfeld (auch: Ernst Salomon Herzfeld) (* 14. Februar 1875 in Graetz, Provinz Posen; † 1948 in Buenos Aires) war ein deutscher Rechtsanwalt und ein führender Funktionär deutsch-jüdischer Organisationen.

## Leben
Herzfeld war ein Sohn des Industriellen Abraham Herzfeld und der Julie Badt. Er hatte fünf Geschwister, seine Schwester Hedwig war mit dem Vorsitzenden des Centralvereins deutscher Staatsbürger jüdischen Glaubens, Julius Bodnitz verheiratet. Er besuchte bis 1894 das Friedrich-Wilhelm-Gymnasium in Posen und studierte Rechtswissenschaften und Volkswirtschaftslehre an den Universitäten Freiburg im Breisgau, München, Berlin und Breslau. 1897 wurde er in Breslau zum Doktor der Rechte promoviert. Im selben Jahr absolvierte er das Referendarexamen und arbeitete danach als Referendar in Lobsens, Schneidemühl, Bromberg und Posen. Im Januar 1902 wurde er Gerichtsassessor. 1903 ließ er sich als Rechtsanwalt für Handels- und Gesellschaftsrecht in Essen nieder. 1920 wurde er auch Notar. Seinen Vetter David Krombach (1884–1942) nahm er als Sozius auf, Krombach wurde Opfer des Holocaust. Bedeutung erlangte Herzfeld vor allem als Mitglied des Hauptvorstandes des Centralvereins deutscher Staatsbürger jüdischen Glaubens (1924–1938, (letzter) Vorsitzender 1936–1938) und als Mitbegründer und Beiratsmitglied der Reichsvertretung der Deutschen Juden (1933–1938).
1934 wurde Herzfeld als Notar entlassen, 1936 erhielt er Berufsverbot. 1939 emigrierte er nach Palästina, wo er in der Versicherungsagentur seines Schwiegersohns Robert Marcus arbeitete. 1940 wurde er aus dem Deutschen Reich ausgebürgert. Er starb bei einem Besuch seines Sohnes in Argentinien.
Er war seit 1904 mit Klara Frankenstein (1879–1958) verheiratet und hatte vier Kinder, unter ihnen die Söhne Ernst Julius Herzfeld und Walter.

## Veröffentlichungen
- Beiträge zur Lehre von der hypothekarischen Succession. Becker, Würzburg 1898, Breslau, Univ., Diss., 1899.
- Ernst Herzfeld: Lebenserinnerungen, Ms., Auszug in: Monika Richarz (Hrsg.): Jüdisches Leben in Deutschland. Band 2: Selbstzeugnisse zur Sozialgeschichte im Kaiserreich. Stuttgart : DVA, 1979, S. 370–388